# خولیو سالدانیا
خولیو سالدانیا (اسپانیایی: Julio Saldaña‎؛ زادهٔ ۱۴ نوامبر ۱۹۶۷) بازیکن فوتبال اهل آرژانتین است.

## باشگاهی
از باشگاه‌هایی که در آن بازی کرده‌است می‌توان به باشگاه فوتبال نیولز اولد بویز و باشگاه فوتبال بوکا جونیورز اشاره کرد.

## تیم ملی
وی همچنین در تیم ملی فوتبال آرژانتین بازی کرده‌است.